# Murray Hall (cyclisme)
Pour les articles homonymes, voir Murray Hall et Hall.
Murray Hall (né le 1er octobre 1953 à Melbourne) est un coureur cycliste australien. Actif durant les années 1970 et 1980, il a été médaillé d'argent du scratch 10 miles et de la poursuite par équipe aux Jeux du Commonwealth britannique de 1974.

## Palmarès sur route
- 1976
  - 2e du Tour du Gévaudan
- 1981
  - Tour de Tasmanie
  - 6e et 7e étapes du Herald Sun Tour
  - 3e du Herald Sun Tour
- 1982
  - 10e et 15e étapes du Herald Sun Tour
- 1984
  - 5ea étape du Griffin 1000 West
- 1985
  - Griffin 1000 West :
    - Classement général
    - 2ea et 6eb étapes

  - 2e du championnat d'Australie sur route

## Palmarès sur piste

### Jeux du Commonwealth
- 1974
  -  Médaillé d'argent du scratch 10 miles
  -  Médaillé d'argent de la poursuite par équipes

### Championnats nationaux
| - 1971 - Champion d'Australie de poursuite par équipes - 1972 - Champion de Grande-Bretagne de l'américaine (avec Tom Moloney) - 1974 - Champion de Grande-Bretagne de poursuite par équipes - 1975 - Champion d'Australie de poursuite par équipes - 3e du championnat d'Australie du scratch - 3e du championnat d'Australie de poursuite - 1976 - 2e du championnat d'Australie de poursuite par équipes - 1977 - 2e du championnat d'Australie du scratch - 2e du championnat d'Australie de poursuite - 2e du championnat d'Australie de poursuite par équipes - 1978 - 2e du championnat d'Australie de poursuite par équipes - 1979 - Champion d'Australie de poursuite - 2e du championnat d'Australie de poursuite par équipes - 1980 - Champion d'Australie de poursuite par équipes - Champion d'Australie de l'américaine (avec David Sanders) - 2e du championnat d'Australie de poursuite | - 1981 - Champion d'Australie de poursuite par équipes - 3e du championnat d'Australie de poursuite - 3e du championnat d'Australie de course aux points - 1983 - 2e du championnat d'Australie de poursuite - 2e du championnat d'Australie de poursuite par équipes - 1984 - Champion d'Australie de poursuite par équipes - 3e du championnat d'Australie de poursuite - 3e du championnat d'Australie de course aux points - 1985 - Champion d'Australie de poursuite par équipes - Champion d'Australie du scratch - 3e du championnat d'Australie de course aux points - 1986 - 2e du championnat d'Australie de l'américaine - 2e du championnat d'Australie du scratch - 3e du championnat d'Australie de poursuite |  |

### Six Jours
- 1979
  - Six Jours de Launceston (avec David Sanders)
- 1980
  - Six Jours de Launceston (avec David Sanders)